# Lane Johnson
David Lane Johnson (* 8. Mai 1990 in Groveton, Texas) ist ein US-amerikanischer American-Football-Spieler in der National Football League (NFL). Er spielt für die Philadelphia Eagles als Offensive Tackle. Mit diesem Team konnte er Super Bowl LII und Super Bowl LIX gewinnen.

## College
Johnson, der während der Highschool auch großes Talent als Leichtathlet erkennen ließ, besuchte zunächst das Kilgore College und spielte für deren Mannschaft, die Rangers, sowohl als Quarterback als auch als Tight End College Football. Nach einem Jahr wechselte er auf die University of Oklahoma und musste den restriktiven Transferbestimmungen der NCAA entsprechend eine Spielzeit lang pausieren. Danach lief er für deren Team, die Sooners, auf. Zunächst wurde Johnson als Tight End und als Defensive End aufgeboten, schließlich aber zum Offensive Tackle umfunktioniert.

## NFL
Beim NFL Draft 2013 wurde er in der ersten Runde als insgesamt Vierter von den Philadelphia Eagles ausgewählt und erhielt einen Vierjahresvertrag in der Höhe von 19,8 Millionen US-Dollar. Johnson konnte durch seine Leistungen in der Vorbereitung überzeugen und spielte in der Folge bereits in seiner Rookie-Saison alle 16 Partien als Starting-Right-Tackle.
2014 wurde er nach einem positiven Dopingtest für die ersten vier Partien gesperrt. Danach spielte er wieder auf mittlerweile gewohnt hohem Niveau, zumeist auf der rechten Seite, fallweise auch links, wenn es galt den verletzten Jason Peters zu ersetzen.
2016 unterbreiteten ihm die Eagles einen neuen Vertrag: 63 Millionen US-Dollar, 35,5 davon garantiert, für weitere sechs Jahre. Johnson wurde damit zum bestbezahlten Right Tackle der Liga. Überschattet wurde die Spielzeit 2016 dann aber von einer weiteren Dopingsperre. Johnson musste zwangsweise zehn Spiele pausieren, nachdem verschiedene Versuche, das Startverbot doch noch abzuwehren, gescheitert waren.
Die Saison 2017 war dagegen deutlich erfreulicher. Johnson wurde nicht nur erstmals in den Pro Bowl gewählt, er konnte auch mit den Eagles den Super Bowl LII gewinnen.